# Char Aznable

Char Aznable ([Shā Asunable - シャア・アズナブル] Erro: {{japonês}}: texto da transliteração contém caractere não latino (pos 16) (ajuda)) é um personagem fictício da meta-série Gundam.
Nascido como Casval Rem Deikun ([Kyasubaru Remu Daikun - キャスバル・レム・ダイクン] Erro: {{japonês}}: texto da transliteração contém caractere não latino (pos 25) (ajuda)), aparece como antagonista da série Mobile Suit Gundam e depois como um dos protagonistas em Mobile Suíte Zeta Gundam. Em sua última aparição, no longa metragem O Contra-ataque de Char, ele reassume a posição de antagonista ao liderar as forças de Neo Zeon contra a Federação da Terra.
O personagem usou outros nomes como Edward Mass e Quattro Bajeena (Mobile Suíte Zeta Gundam). Por suas habilidades em combate recebeu o título de O Cometa Vermelho ([Akai Suisei no Shā - 赤い彗星のシャア] Erro: {{japonês}}: texto da transliteração contém caractere não latino (pos 22) (ajuda)).
O personagem foi inspirado no Barão Vermelho Manfred von Richthofen o mais bem sucedido piloto da Primeira Guerra Mundial. O nome do personagem foi inspirado do cantor franco-armênio Charles Aznavour.

## Relevância cultural
Char Aznable é um dos mais populares personagens de anime no Japão, tendo um status equivalente a Darth Vader no país. Foi o primeiro personagem da franquia Gundam a ser eleito personagem mais popular do Anime Gran Prix (1980), enquete promovida anualmente pela revista Animage.
Em 2005 o personagem foi escolhido pelos Correios do Japão para integrar a série de selos Animation Hero and Heroine Series II ao lado de Kamille Bidan, Amuro Ray, Heero Yuy, Kira Yamato e Athrun Zala. Exceto por Char Aznable, os demais personagens eram protagonistas de suas séries e pilotos da Gundam.
Char foi o único personagem de Gundam a batizar uma produção da franquia: "O Contra-ataque de Char". Nenhum piloto de Gundam mereceu tal honraria.
Em geral aparece entre os três primeiros colocados de qualquer pesquisa de popularidade entre personagens de Gundam realizado por revistas especializadas como Gundam Ace e Animage e sempre a frente de seu arqui-rival Amuro Ray. E normalmente nessas mesmas pesquisas seu alter ego Quattro Bajeena aparece entre os dez primeiros colocados, o que coloca o personagem como o mais popular de toda a franquia.

## História
Batizado como Casval Rem Deikun, Char é irmão mais velho de Sayla Massa (Artesia Som Deikun) e filho do falecido Zeon Zum Deikum, sobero da colônia espacial Side 3 e fundador da República de Zeon.

### Origem
De acordo com o Mangá Mobile Suite Gundam: The Origin, o jovem Casval e sua irmã Artesia  escapam para a Terra após a morte de seu pai, com a ajuda de um amigo da familia, Jimbal Ral (pai de Rambal Ral). Os irmão passam a viver uma vida de luxo sob a tutela do aristocrata Don Teabolo Mass que deu os nomes de Edward e Sayla aos irmãos Deikun, tratando-os como filhos. Durante um tempo, Jimbal Ral relembra a traição da familia Zabi contra o pai de Casval. A familia Ral acaba sofrendo um atentando no qual Rambal falece. Edward e Sayla sobrevivem e fogem para a colônia do Texas.
Durante um tempo, o casal de irmãos vive na casa do administrador da colônia, Roger Aznable ainda sob os cuidados de Don Teabolo Mass. Nesse período, Casval descobre ser identico à Char Aznable, filho de Roger, exceto pela cor dos olhos. Casval tem os olhos azuis e Char tem os olhos castanhos. Fascinado pela propaganda de Gihren Zabi, Char decide partir para escola de formação de oficiais, contra a vontade do pai. Casval decide acompanha-lo sob pretexto de cuidar do amigo. Kycilia Zabi descobre que Casval retornou a Side 3 e, sem consultar Gihren ordena sua morte.
Os dois jovens idênticos reservam passagens para o mesmo voo, mas uma pistola antiquada e falsos explosivos são encontrados nas bagagens de Char. Para não perder a prova de admissão na Escola de formação de oficiais, o jovem Aznable aceita a sugestão de trocar de roupas com Casval e tomar o seu lugar na espaçonave. Entretanto, após a decolagem, o veiculo explode matando todos os seus ocupantes. Char estava listado entre as vítimas do acidente com o nome de Edward Mass.
Casval assume o nome de Char e parte para a Academia Militar de Zeon e começa a usar óculos escuros para esconder a cor dos seus olhos. Na Academia se destaca nos treinamentos e estabelece amizade com Garma Zabi.
As relações entre a República de Zeon (rebatizada de Principado de Zeon) e a Federação da Terra começam a se deteriorar. Um medo generalizado começa a se formar com o anúncio de reforços militares em Side 3. Os habitantes da colônia temem que as tropas sejam, na verdade, forças de invasão. As vésperas do aumento das tropas, Casval incita Garma a conduzir os alunos da academia para atacar a base da Federação e subjugar as tropas estacionadas.
Após a ação, Casval é destituido de seu posto e expulso da Academia. Ele viaja para a Terra e trabalha na construção do quartel-general da Federação, em Jaburu. Após a interrupção das hostilidades entre Zeon e a Federação, ele retorna a Side 3 e se junta as tropas de assauto de Zeon lideradas pelo almirante Dozle Zabi e equipadas com Mobile Suites.
O jovem Casval mostra uma capacidade excepcional em combate durante a Batalha de Loum quando sozinho destruiu cinco encouraçados da classe Magella da Federação, o que lhe valeu o apelido de "Cometa Vermelho". Após a batalha, foi excepcionalmente promovido duas patentes acima, alçado ao posto de Tenete-Comandante.

### Mobile Suit Gundam
Durante a Guerra de Um ano, Char mostra grande habilidade, não só como piloto, mas também como estrategista e comandante.  Ele possui grande carisma natural, o que permite-lhe inspirar e manipular multidões.
Durante a Guerra, Char baseia-se na filosofia de Zeon para formar sua identidade. O Principado de Zeon é em grande parte, um estado autoritário que deseja tornar-se independente da Federação da Terra.
Com sua devoção para libertar todos que estão "presos pela força da gravidade", ele é capaz de enfrentar as situações mais mortais com dignidade e liderança.
Em meio aos combates, estabelece rivalidade com o piloto da Federação, Amuro Ray e desenvolve vinculo afetivo com a newtype Lalah Sune, uma jovem que salva em um bordel indiano. Char também desenvolve-se como newtype, criando vinculos psiquicos com Amuro e Lalah. Durante um dos confrontos entre Char e Amuro, Lalah é acidentalmente morta, o que resulta em um ódio mortal nutrido pelos dois antagonistas.
Na Batalha de A Qu Baoa, o embate entre Char e Amuro atinge o apíce num combate de armas de fogo e espadas após ambos os pilotos perderem seus Mobile Suites. Durante o confronto, Char apunhala o braço de Amuro, mas é golpeado no seu capacete, o que o deixa com uma cicatriz na testa. Sayla corre para tentar convencer os dois antagonistas a parar a luta. Char percebe que ficara cego pela rivalidade com Amuro e passa a se concentrar em seu verdadeiro inimigo, a familia Zabi. Uma explosão acontece e separa os dois inimigos. Char corre para salvar a irmã. Após ser informado por um moribundo soldado Zeon sobre a fuga de Kycilla, última sobrevivente dos Zabi, Char elogia a beleza de Sayla e corre em direção de Amuro, tirando de suas mãos uma bazuca.
Char encontra a nave de Kycilla e dispara contra a ponte de comando, o que provoca a decaptação de Kycilla e a aniquilação da espaçonave. Em meio as chamas, Char desaparece.

## Mobile Suit Gundam - Char's Deleted Affair - A Portrait of a Young Comet
Após a Guerra de Um Ano, Char parte para Axis e sua experiência é parcialmente narrada no mangá Char's Affair, onde heroicamente protege Axis em duas grandes batalhas contra a Federação da Terra. Ele permanece por lá até UC 0082, quando volta para Side 3 para uma missão especial: protege-la de uma inspeção de Haman Karn. Quando chegam a Zum City em UC 0083, ele recebe o convite de Gorge Miguel (Irmão de Nanai) para participar de uma organização spacenoid dentro da Federação da Terra.
No entanto, ao saber sobre a doença fatal de Mahajara Karn em maio de UC 0083, Char e Haman decidem voltar a Axis. Durante o retorno são inteceptados por uma facção pró-guerra de Axis, lideradas por Enzo e que deseja reiniciar os conflitos contra a Federação da Terra. Uma guerra civil eclode com Char e Haman superando as forças de Enzo.